# Міжнародний день миротворців

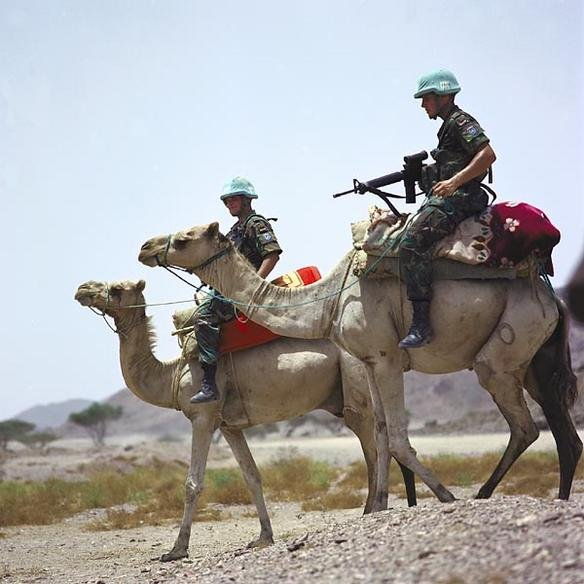
Миротворці ООН

Міжнаро́дний де́нь миротво́рців — міжнародний день, що святкується ООН щороку 29 травня. В Україні офіційно відзначається з 2003 р.

## Історія дня
Свято було встановлено в Україні після офіційного звернення Асоціації миротворців України до Президента України «…ураховуючи вагомий внесок миротворців у підтримання стабільності у різних регіонах планети та підтримуючи рішення Генеральної Асамблеї ООН…» згідно з Указом Президента України «Про Міжнародний день миротворців» від 30 квітня 2003 р. № 374/2003.
Із встановленням в Україні Міжнародного дня миротворців було скасовано День миротворця.

## Привітання
- Послание Генерального секретаря по случаю Международного дня миротворцев ООН (29 мая 2006 года) [Архівовано 27 серпня 2007 у Wayback Machine.] (рос.)
- Послание Генерального секретаря ООН (2007) [Архівовано 18 травня 2008 у Wayback Machine.] (рос.)

|  | Залежність міжнародної спільноти від миротворчої діяльності Організації Об'єднаних Націй дедалі більше посилюється. Чисельність військових підрозділів досягла рекордно високого рівня — загальна кількість дислокованих військовослужбовців, цивільних осіб і поліції перевищує 113 000. Особовий склад збройних сил під прапором ООН часто проходить службу в найважчих умовах, у найсуворіших регіонах планети, де щоденно стикається з нестабільністю, захворюваннями та жорстокістю. Ці мужні чоловіки та жінки виявляють видатну самовідданість, забезпечуючи зміни в житті багатьох людей і демонструючи світові турботливий і відданий образ Організації Об'єднаних Націй. Ці зусилля часто супроводжуються значними втратами серед самих миротворців. Виконуючи свій обов'язок, у 2008 році загинули 132 миротворці — це найбільші втрати, понесені протягом одного року, за всю історію миротворчої діяльності ООН. Кожен із тих, хто загинув від актів насильства, хвороби чи нещасного випадку, залишив по собі значну спадщину. Серед загиблих — десять жінок; їхня смерть нагадує нам, що військовослужбовці-жінки відіграють усе важливішу роль у миротворчій діяльності, і що вони також зазнають серйозного ризику… Жінок-миротворців усе ще замало. При тому, що все більше жінок вступає до збройних сил і органів поліції у різних країнах, критично важливо, щоб держави — члени направляли ще більше військовослужбовців-жінок до Організації Об'єднаних Націй. В цей Міжнародний день, скористаймося силою жінок для зміцнення миротворчої діяльності ООН, у той же час допомагаючи жінкам і дівчатам самостійно поліпшувати як свою долю, так і суспільства, у яких вони живуть |